# Otto Polacsek
Otto Polacsek (* 23. Juni 1904 in Oberburgau, Österreich-Ungarn; † unbekannt) war ein österreichischer Eisschnellläufer.

## Werdegang
Polacsek, der für den Wiener Eislauf-Verein startete, wurde im Jahr 1924 österreichischer Meister im Mehrkampf und gewann im folgenden Jahr bei der Mehrkampf-Europameisterschaft in St. Moritz die Goldmedaille. Zudem wurde er im Jahr 1925 bei der Mehrkampf-Weltmeisterschaft in Leningrad Achter und bei der österreichischen Meisterschaft Zweiter. Im Winter 1925/26 errang er bei der Mehrkampf-Weltmeisterschaft in Trondheim den 13. Platz und holte bei der österreichischen Meisterschaft, sowie bei der Mehrkampf-Europameisterschaft in Chamonix die Silbermedaille. In der Saison 1927/28 kam er Mehrkampf-Weltmeisterschaft 1928 in Davos auf den 13. Platz und bei den Olympischen Winterspielen 1928 in St. Moritz auf den 21. Platz über 500 m, sowie auf den achten Rang über 5000 m. Zudem lief er bei der österreichischen Meisterschaft im Mehrkampf auf den zweiten Platz. Im folgenden Jahr belegte er bei der Mehrkampf-Europameisterschaft in Davos den siebten Platz.

## Persönliche Bestleistungen
| Disziplin | Zeit        | Datum            | Ort       |
| --------- | ----------- | ---------------- | --------- |
| 500 m     | 47,4 s      | 4. Februar 1928  | Davos     |
| 1000 m    | 1:43,5 min  | 14. Februar 1926 | Stockholm |
| 1500 m    | 2:30,0 min  | 4. Februar 1928  | Davos     |
| 5000 m    | 8:44,6 min  | 23. Januar 1926  | Chamonix  |
| 10000 m   | 17:51,4 min | 4. Februar 1928  | Davos     |